# Николо-Макаровское сельское поселение
Нико́ло-Мака́ровское се́льское поселе́ние — муниципальное образование в Макарьевском районе Костромской области России.
Административный центр — село Николо-Макарово.

## История
Николо-Макаровское сельское поселение образовано 30 декабря 2004 года в соответствии с Законом Костромской области № 237-ЗКО, установлены статус и границы муниципального образования.
28 февраля 2011 года в соответствии с Законом Костромской области от 8 декабря 2010 года № 13-5-ЗКО в состав Николо-Макаровского сельского поселения включено упразднённое Вознесенское сельское поселение.

## Население
| 2008 | 2010 | 2012 | 2013 | 2014 | 2015 | 2016 |
| ---- | ---- | ---- | ---- | ---- | ---- | ---- |
| 829  | ↘391 | ↗744 | ↘709 | ↘680 | ↘645 | ↘610 |
| 2017 | 2018 | 2019 | 2020 | 2021 |      |      |
| ↘590 | ↘560 | ↘553 | ↘534 | ↘412 |      |      |

## Состав сельского поселения
| №  | Населённый пункт | Тип населённого пункта       | Население |
| -- | ---------------- | ---------------------------- | --------- |
| 1  | Авксентьево      | деревня                      | ↘1        |
| 2  | Александрово     | деревня                      | →0        |
| 3  | Блиново          | деревня                      | ↗12       |
| 4  | Верхник          | деревня                      | ↗19       |
| 5  | Власово          | деревня                      | ↘10       |
| 6  | Волошново        | деревня                      | ↘2        |
| 7  | Голодаиха        | деревня                      | ↗3        |
| 8  | Горюшкино        | деревня                      | ↗2        |
| 9  | Гребенец         | деревня                      | ↗18       |
| 10 | Ефимово          | деревня                      | ↘11       |
| 11 | Инково           | деревня                      | ↗21       |
| 12 | Лаптево          | деревня                      | ↗14       |
| 13 | Мартыново        | деревня                      | ↗12       |
| 14 | Микушино         | деревня                      | ↘8        |
| 15 | Могилёво         | деревня                      | ↗6        |
| 16 | Николо-Макарово  | село, административный центр | ↗316      |
| 17 | Огарково         | деревня                      | ↗4        |
| 18 | Осиево           | деревня                      | →0        |
| 19 | Осиновка         | деревня                      | ↘6        |
| 20 | Сокольское       | деревня                      | ↗30       |
| 21 | Сокорново        | деревня                      | ↗25       |
| 22 | Соловатово       | деревня                      | ↗251      |
| 23 | Татариново       | деревня                      | ↗4        |
| 24 | Трещаткино       | деревня                      | ↗20       |
| 25 | Федотово         | деревня                      | ↗25       |
| 26 | Холодново        | деревня                      | ↗2        |
| 27 | Чумиково         | деревня                      | ↘5        |